# Cé qu'è lainô
Le Cé qu'è lainô est l'hymne officiel de la République et canton de Genève, en Suisse.
Cet hymne retrace l’histoire de l’Escalade, la célèbre défense de Genève contre l'attaque du duc de Savoie Charles-Emmanuel Ier, en 1602. Composé vers 1603 par un auteur anonyme, il est rédigé en arpitan genevois. Son titre se traduit en français par « Celui qui est en haut ».

## Utilisation
Seules les strophes 1, 2, 4 et 6 sont chantées lors de diverses cérémonies à Genève, telles que les fêtes de commémoration de l'Escalade, les prestations de serment du Conseil d'État, du Grand Conseil, des maires et adjoints, ainsi que celles des écoles de police. L'hymne est également interprété lors de rencontres sportives à domicile (football, hockey, etc.), de la commémoration de la Restauration genevoise et des promotions citoyennes.
De plus, la flèche de la cathédrale Saint-Pierre abrite un carillon de 37 cloches qui peut être joué soit par le carillon automatique de l'horloge, soit par un carillonneur. Chaque mois, une mélodie différente est jouée automatiquement toutes les heures, de jour comme de nuit. En décembre, c’est l’hymne Le Cé qu’è lainô qui résonne.

## Histoire
Dans la nuit du 11 au 12 décembre 1602 selon le calendrier julien (21 au 22 décembre selon le calendrier grégorien), le duc de Savoie Charles-Emmanuel Ier lance ses troupes pour tenter de prendre d'assaut la République de Genève. Après des combats nocturnes meurtriers, l'attaque échoue. Cet événement historique militaire, qui fait partie de l’histoire de la ville, est appelé « Escalade ».
Dès les premières commémorations de la bataille, en 1603, l'idée de célébrer l'événement, de le commémorer ou même de se moquer des Savoyards devient populaire à Genève. C'est dans ce contexte que naît Le Cé qu'è lainô, une chanson dont l'auteur reste inconnu, mais qui est vraisemblablement un témoin oculaire de l'Escalade, puisque les détails décrits dans les paroles correspondent aux événements réels. Selon l’historien Joël Aguet, la chanson aurait été composée par Hans Wilhelm Ziegler (1574–1653) et Daniel Guichard (1582-?), deux étudiants. D’après cette hypothèse, l’œuvre aurait été écrite quatre jours après l’attaque. Toutefois, cette thèse est contestée par d’autres historiens, qui en remettent en question la véracité et l’attribution.
L'œuvre, bien qu'une célébration de la victoire, présente un déséquilibre évident dans ses strophes : sur les 68 vers, près de 30 sont consacrés à l'exécution des prisonniers savoyards, ce qui souligne la tension et la vindicte qui ont marqué cet épisode historique.
Une autre caractéristique importante de Le Cé qu'è lainô est qu'elle est postérieure au premier récit de l'Escalade, Le Vray Discours de la miraculeuse délivrance. En effet, certaines expressions de ce texte sont presque reprises textuellement dans la chanson, indiquant que celle-ci s'en inspire pour ancrer l'événement dans la mémoire collective genevoise.[réf. nécessaire].

### Interdiction
L'aspect religieux et, surtout, anti-catholique a dérangé de nombreuses personnes au fil du temps. Après la signature du traité de St-Julien en juillet 1603, qui stipule que les parties s'engagent « à jamais esteinte et abolie » la mémoire de l'Escalade, la célébration de cet événement devient un sujet sensible. Cette volonté de réconciliation entre Genève et le duché de Savoie a conduit à des interdictions de chants injurieux et à des demandes de modération dans les prêches entre 1697 et 1699, émises par les autorités genevoises, dans un effort pour maintenir la paix entre les deux régions.
Au XVIIIe siècle, la célébration de l'Escalade oscille entre interdiction et revendication populaire. Par exemple, entre 1782 et 1793, les festivités se tiennent uniquement dans le cadre privé, en raison des tensions politiques et sociales. Pendant la période d'annexion française, de 1795 à 1815, lorsque des régions savoyardes sont intégrées au territoire genevois, l'Escalade est supprimée pour favoriser la bonne entente et l'intégration avec les voisins savoyards. Ce n'est qu'après l'entrée de Genève dans la Confédération suisse en 1815 que les célébrations et les chants relatifs à l'Escalade connaissent un renouveau, reflétant une nouvelle dynamique d'unité et d'identité pour la ville.

### Polémiques récentes
Le 16 décembre 2022, le député socialiste Sylvain Thévoz pose une question écrite au Grand Conseil genevois, qui est ensuite transmise au Conseil d’État genevois. Il propose de changer les paroles du Cé qu'è lainô, en soulignant qu'il est « paradoxal d’interdire à des étudiants de se réunir pour méditer et prier dans des locaux de l’État tout en les invitant à y chanter la gloire de Dieu ». Selon lui, les paroles du chant sont « sanguinaires » et « incompatibles avec la laïcité de l’État »,,.
Le Conseil d’État, dans sa réponse, rappelle que Le Cé qu'è lainô est un texte historique, ancré dans le contexte de la bataille de l'Escalade de 1602. Il défend ainsi la pérennité de cet hymne en tant que symbole de l'identité genevoise, tout en soulignant son caractère historique et le fait qu'il reflète les tensions de l'époque plutôt qu'un message religieux contemporain.

### Hymne officiel
En réaction à la proposition de modifier les paroles de Le Cé qu'è lainô, le député UDC Stéphane Florey, soutenu par quinze autres députés, dépose le 3 février 2023 un projet de loi visant à inscrire l'hymne et son texte actuel dans la Constitution cantonale en tant qu'hymne officiel du canton de Genève. Cette initiative a pour objectif de préserver l'intégrité du chant et de garantir qu'il conserve son statut d'hymne officiel,,.
La loi constitutionnelle 13253 est adoptée par le Grand Conseil lors de sa séance du 12 mai 2023, avec 53 voix pour, 29 voix contre et 13 abstentions,. En tant que modification de la Constitution, cette décision est soumise à une votation populaire,,,. Le 3 mars 2024, la population genevoise se prononce en faveur de la modification avec une large majorité de 61,77 % des suffrages.
Ainsi, Le Cé qu'è lainô devient officiellement inscrit dans la Constitution genevoise le 23 mars 2024.

## Langue
Le fait que Le Cé qu'è lainô soit rédigé en arpitan (ou francoprovençal), dans son dialecte genevois, revêt une dimension particulièrement intéressante. Bien que le français se soit imposé comme langue officielle à Genève dès la Réforme en 1536, l'arpitan genevois, considéré à l'époque comme un patois parlé principalement par les catholiques et les paysans des environs, reste en usage dans les zones rurales.
Le choix de l'arpitan pour ce chant commémorant la résistance de la Genève protestante à la tentative d'invasion catholique a un caractère paradoxal. À une époque où le français était la langue de l'élite urbaine et de la vie publique, utiliser l'arpitan, une langue associée aux populations rurales et perçue négativement par les citadins, était audacieux. Ce choix illustre non seulement la lutte entre les cultures et les identités sociales, mais aussi le combat entre l'arpitan et le français, qui marquait un contraste entre les langues populaires et les langues de pouvoir.
Le Cé qu'è lainô devient ainsi un document-charnière, reflétant à la fois l’histoire sociale et linguistique de Genève, tout en soulignant les tensions culturelles et religieuses qui caractérisaient la période. Ce chant, en plus de commémorer un événement militaire majeur, symbolise également la résistance culturelle et linguistique de Genève, dans un contexte de francisation croissante.

## Texte chanté
| Version originale en arpitan | Traduction française |
| 1 Cé qu'è lainô, le Maitre dé bataille, Que se moqué et se ri dé canaille, A bin fai vi, pè on desande nai, Qu'il étivé patron dé Genevoi.         | 1 Celui qui est en haut, le Maître des batailles, Qui se moque et se rit des canailles A bien fait voir, par une nuit de samedi, Qu'il était patron des Genevois. |
| 2 I son vegnu le doze de dessanbro, Pè onna nai asse naire que d'ancro; Y étivé l'an mil si san et dou, Qu'i veniron parla ou pou troi tou.        | 2 Ils sont venus le douze de décembre, Par une nuit aussi noire que d'encre; C'était l'an mil six cent et deux, Qu'ils vinrent parler un peu trop tôt.            |
| 4 Petis et grans, ossis an sevegnance: Pè on matin d'onna bella demanze, Et pè on zeur qu'y fassive bin frai, Sans le bon Di, nos étivon to prai ! | 4 Petits et grands, ayez en souvenance Par un matin d'un beau dimanche, Et par un jour où il faisait bien froid, Sans le bon Dieu, nous étions tous pris !        |
| 68 Dedian sa man il y tin la victoire, A lui solet en démure la gloire. A to zamai son Sain Non sai begni ! Amen, amen, ainsi, ainsi soit-y !      | 68 Dedans sa main il tient la victoire, À lui seul en demeure la gloire. À tout jamais son Saint Nom soit béni, Amen, amen, ainsi, ainsi soit-il !                |

## Texte intégral
| Version originale en arpitan | Traduction française |
| 1 Cé qu'è lainô, le Maitre dé bataille, Que se moqué et se ri dé canaille, A bin fai vi, pè on desande nai, Qu'il étivé patron dé Genevoi.                  | 1 Celui qui est en haut, le Maître des batailles, Qui se moque et se rit des canailles À bien fait voir, par une nuit de samedi, Qu'il était patron des Genevois.                  |
| 2 I son vegnu le doze de dessanbro, Pè onna nai asse naire que d'ancro; Y étivé l'an mil si san et dou, Qu'i veniron parla ou pou troi tou.                 | 2 Ils sont venus le douze de décembre, Par une nuit aussi noire que d'encre; C'était l'an mil six cent et deux, Qu'ils vinrent parler un peu trop tôt.                             |
| 3 Pè onna nai qu'étive la pe naire, I veniron; y n'étai pas pè bairè: Y étivé pè pilli nou maison, Et no tüa sans aucuna raison.                            | 3 Par une nuit qui était la plus noire, Ils vinrent; ce n'était pas pour boire: C'était pour piller nos maisons, Et nous tuer, sans aucune raison.                                 |
| 4 Petis et grans, ossis an sevegnance: Pè on matin d'onna bella demanze, Et pè on zeur qu'y fassive bin frai, Sans le bon Di, nos étivon to prai !          | 4 Petits et grands, ayez en souvenance Par un matin d'un beau dimanche, Et par un jour où il faisait bien froid, Sans le bon Dieu, nous étions tous pris !                         |
| 5 On vo dera qu'étai cela canaille. Lou Savoyar contre noutra mouraille Trai eitiellé on dressia et plianta, Et par iqué dou san y son monta.               | 5 On vous dira que c'était la canaille. Les Savoyards contre notre muraille Trois échelles ont dressé et planté, Et par là deux cents sont montés.                                 |
| 6 Etian antra, veniron u courdegarda, Yo i firon onna ruda montada. Is avion tenaillé et marté Qu'étivon fai avoi du boun acié,                             | 6 Étant entrés, ils vinrent au corps de garde Où ils firent une rude montre. Ils avaient des tenailles, des marteaux Qui étaient faits avec du bon acier,                          |
| 7 Pè arraci lou cliou et lé saraille, To lou verreu et tota la féraille Qu'on rancontré an dé pari andrai, Et qu'on bouté pè n'eitre pas surprai.           | 7 Pour arracher les clous et les serrures, Les verrous et toute cette ferraille Qu'on rencontre en pareils endroits Et qu'on met pour ne pas être surpris.                         |
| 8 On citablio is avivon forcia; Et d'on petar qu'is avivon teria, I coudavon deiza eitre à sevau: I n'étivon pas assé monta yo.                             | 8 Ils avaient pénétré dans une étable; Et, avec un pétard qu'ils avaient tiré Ils croyaient déjà être à cheval: Ils n'étaient pas assez montés haut.                               |
| 9 Sen Altessé dessu Pincha étive. Yon d'antre leu s'ancoru pè li dire Que le petar avai fai son aifour, Qu'on alavé fare antra to le grou.                  | 9 Son Altesse se trouvait dessus Pinchat. Un d'entre eux accourut pour lui dire Que le pétard avait fait son effort, Qu'on allait faire entrer tout le gros.                       |
| 10 Is avivon delé lanterne seurde Contrefassion celé grousse greneuille. Y étivé pè alla et vegni, Pè que zamai nion lou pu décrevi.                        | 10 Ils avaient des lanternes sourdes; Ils contrefaisaient les grosses grenouilles. C'était pour aller et venir, Sans que jamais on les pût découvrir.                              |
| 11 Picô vegnai avoi grande ardiesse. Pè fare vi qu'il avai de l'adresse, I volivé la pourta petarda: Y et iqué yo i fu bin attrapa.                         | 11 Picot venait avec grande hardiesse. Pour faire voir qu'il avait de l'adresse, Il voulait faire sauter la porte: Et c'est ici qu'il fut bien attrapé.                            |
| 12 I volivé fare de tala sourta Qu'are volu tote eifondra la pourta, Et l'are mé pè brelode et bocon; Poi sare alla to drai dessu le pon.                   | 12 Il a voulu faire de telle sorte Que toute la porte s'effondrât; Il l'aurait mise en lambeaux et morceaux; Puis serait allé tout droit sur le pont.                              |
| 13 Lou pon-levi, i lous arion bassia, Arion outa to ce qu'are anpassia, Pè fare antre l'escadron de Savoi. Vo lou verri bin tou an désarroi.                | 13 Les ponts-levis ils les auraient abaissés, Ils auraient ôté tout ce qui les gênait, Pour faire entrer l'escadron de Savoie. Vous les verrez bientôt en désarroi.                |
| 14 Car on seudar qu'aperçu to sozice, To bellaman bouta bas la coulice, Poi va cria qu'y se fallai arma, U atraman no sarion to tüa.                        | 14 Car un soldat qui aperçut tout cela, Tout bellement bouta bas la coulisse, Puis alla crier qu'il se fallait armer, Ou autrement nous serions tous tués.                         |
| 15 I fu hassia queman delé harbette, Poi anfela queman dés alüette I fu créva queman on fier crapio, Et poi saplia queman dés atrio.                        | 15 Il fut haché comme des herbettes, Puis enfilé comme des alouettes; Il fut crevé comme un fier crapaud, Et puis taillé comme des atriaux.                                        |
| 16 Drai u cliossi, on va sena l'alarma; En méme tan, on crie: "E armé ! é armé !" De to andrai on vi dé zan sourti, Que desivon: "Y fau vaincre u mouri."   | 16 Droit au clocher, on va sonner l'alarme; En même temps, on crie: "Aux armes, aux armes !" De tous endroits on vit des gens sortir Qui disaient: "Il faut vaincre ou mourir !"   |
| 17 Is alaron vitaman su la Treille; Yon d'antre leu s'avança pé adresse: Et fi alla queri lé mantelet Pè s'an servi queman de parapet.                      | 17 Ils s'en allèrent vite sur la Treille; Un d'entre eux s'avança avec adresse Et fit aller chercher les mantelets Pour s'en servir comme de parapets.                             |
| 18 I roulavon d'onna tala fouria! Et pè bouneur is étivon rouillia; I fassivon ancora mai de brui Qu'on bovairon ato cin san chouari.                       | 18 Ils roulaient avec une telle furie! Et par bonheur ils étaient tous rouillés; Ils faisaient encore plus de bruit Qu'un bouvier avec cinq cents charrues.                        |
| 19 Pè cé moyan on prai le courdegarda, Yo l'ennemi fassive bouna garda; Le falliu bin quitta é Genevoi, U désonneur de tota la Savoi.                       | 19 Par ce moyen on prit le corps de garde, Où l'ennemi faisait bien bonne garde; Il fallut le laisser aux Genevois, Au déshonneur de toute la Savoie.                              |
| 20 Lou Savoyar vito priron la fouita, Quant i viron ranversa la marmita Yo is avion bouta couaire à dina Pé to celeu qu'is avion ameina.                    | 20 Les Savoyards vite prirent la fuite, Quand ils virent renverser la marmite Où ils avaient mis cuire le dîner Pour tous ceux qu'ils y avaient amenés.                            |
| 21 Is alaron vito à la Tartasse Yo l'ennemi criave de gran raze: "Vivé Espagne! Arri! Vive Savoi ! Y è orandrai qu'on tin lou Genevoi !"                    | 21 Ils se rendirent vite à la Tertasse Où l'ennemi criait de grande rage: "Vive Espagne! Hourra! Vive Savoie ! C'est maintenant qu'on tient les Genevois !"                        |
| 22 Lou Genevoi, qu'aviron gran corazo, Firon bin vi qu'is étivon dé bravo, De se batré contre dé zan arma Dai le manton quanqué à leur cholar.              | 22 Les Genevois, qui avaient grand courage, Firent bien voir qu'ils étaient des braves, De se battre contre des gens armés Du menton et jusqu'aux souliers.                        |
| 23 On antandai ce vipère Alexandre Que desivé: "Y ne vo fau ran crandre. Las ! mous anfan, dépassi de monta! En paradi ze vo fai to alla."                  | 23 On entendait ce vipérin Alexandre, Qui disait: "Il ne vous faut rien craindre. Las ! mes enfants, dépêchez de monter En paradis, je vous fais tous aller."                      |
| 24 Sen Altessé, an granda dilijance, Onna pousta manda u rai de France: Que Zeneva il avive surprai, Que cela nai il y farai son liai.                      | 24 Son Altesse, avec grande diligence, Envoya une poste au roi de France: Que Genève il avait surpris, Que cette nuit il y ferait son lit.                                         |
| 25 "Vantre sin gris!" se di le rai de France, "Que Zeneva se saye lassia prandre ! Las! mon couzin s'y è troi azarda; I ne porra pas guéro la garda."       | 25 "Ventre Saint-Gris!" se dit le roi de France "Que Genève se soit ainsi laissée prendre ! Las! mon cousin s'y est trop hasardé; Il ne pourra guère la conserver."                |
| 26 An mémo tan, onna lettra arrive, Que le couda fare créva de rire, Que desivé: "Lou Savoyer son prai, Lou Genevoi lou pandon orandrai."                   | 26 En même temps, une lettre arrive, Dont il risqua fort de crever de rire. Elle disait: "Les Savoyards sont pris, Les Genevois les pendent maintenant."                           |
| 27 Mai vaissia bin dés atré épenosse: Quant i viron leu trai eitialla rotte I ne povion désandre ne monta; Y et iqué yo i furon donta.                      | 27 Cependant voici bien d'autres épisodes: Quand ils virent leurs trois échelles rompues Ils ne pouvaient descendre ni monter; Et c'est ici qu'ils furent domptés.                 |
| 28 On leu dena d'abour la reveria: Dé Genevoi i santiron l'épia, Que freinavé d'onna bella façon. I savion bin joui de l'espadon.                           | 28 On leur donna d'abord la réplique: Des Genevois ils sentirent l'épée Qui résonnait d'une belle façon. Ils savaient bien jouer de l'espadon.                                     |
| 29 On Savoyar, uprè de la Mounia, Y fu tüa d'on gran cou de marmita Qu'onna fenna li accouilla dessu; I tomba mour, frai et rai eitandu.                    | 29 Un Savoyard, auprès de la Monnaie Fut tué d'un grand coup de marmite Qu'une femme lui expédia dessus; Il tomba mort, froid et raide étendu.                                     |
| 30 Treize on an prai qu'étivon to an via; I desivon: "De no ossi pedia !" To an coudan qu'an payan leu rançon I s'an irion saquion dan leu maison.          | 30 On en prit treize qui étaient bien vivants; Ils disaient: "De nous ayez pitié !" Tout en croyant qu'en payant leur rançon, Ils s'en iraient chacun dans leur maison.            |
| 31 Mai le Conseil an granda dilijance Fi leu procè, prononça leu sentance : Qu'i sarion to pandu et eitranglia Dessu l'Oyé, celi bio béluar.                | 31 Mais le Conseil en grande diligence Fit leur procès, prononça leur sentence : Qu'ils seraient tous pendus et étranglés Sur l'Oie, ce beau belluard (Note).                      |
| 32 Vaissia vegni Messieur de la Justice, Et le cheuti que quemança de dire : "La Bravada, va cria Tabazan !" Ouai, sans failli, Monsieur, z'i vai de gran." | 32 Voici venir Messieurs de la Justice, Et le sautier qui commença de dire : "La Bravade, va quérir Tabazan !" Oui, sans faillir, Monsieur, j'y vais tout de suite."               |
| 33 "Te ne sa pas: y a bin de la besogne : I son treizé qu'aron de la vergogne. Y lou fau to pandré et eitranglia; Dépasse-té, que ze m'an voi alla."        | 33 "Tu ne sais pas, il y a bien de la besogne : Ils sont treize qui auront de la vergogne. Il les faut tous pendre et étrangler. Dépêche-toi, car je veux m'en aller."             |
| 34 Y fau bouta de l'oudre à la potance, Et poi, avai dé courde an suffisance, Pè lou gliéta et lou bin garotta, Qu'i ne poission ne veri ne torna."         | 34 Il faut mettre de l'ordre à la potence Et puis avoir des cordes en suffisance, Pour les lier et les bien garrotter, Qu'ils ne puissent ni virer ni tourner."                    |
| 35 Vaqua parqué tota cela canaille Recheutaron bin tou noutre mouraille. En recheutan, i se rontion le cou, Pè se garda du borro le licou.                  | 35 Voilà pourquoi toute cette canaille À ressauté bientôt notre muraille. En retombant ils se rompaient le cou, Pour se garder du licou du bourreau.                               |
| 36 On accouilla de la paille anfaraye Dian lou fossé, qu'è bintou allemaye. On gaitivé avoi on gran plaisi Que la frayeur lous avai to saisi.               | 36 On jeta beaucoup de paille enflammée Dans les fossés où elle s'est bientôt allumée. On voyait avec un grand plaisir Que la frayeur les avait tous saisis.                       |
| 37 En attandan, i demandavon grasse, Et priavon Noutra Dama de Grasse; I fassivon le segno de la croai, Pè se faré passa la frai dé dai.                    | 37 En attendant, ils demandaient grâce, Et ils priaient Notre Dame de Grâce; Et ils faisaient le signe de la croix Pour se faire passer le froid des doigts.                       |
| 38 I desivon: "De no ossi pédia ! No vo priain de no sauva la via !" Y étivé Sonas et Chaffardon Que ne puron zin avai de pardon.                           | 38 Ils disaient: "De nous aussi ayez pitié Nous vous prions de nous sauver la vie !" C'était Sonas et Chaffardon Qui ne purent avoir aucun pardon.                                 |
| 39 Y avai voui zeur que dedian cela vella, On présidan de Chamberi la bella, Fassai sanblian de rafraichi l'union, Y vin trama voutra gran trehison.        | 39 Il y avait huit jours qu'en cette ville, Un président de Chambéry la belle, Faisant semblant de rafraîchir l'union, Vint tramer votre grande trahison.                          |
| 40 Vos aria to forcia, fenne et fellie; Poi aria prai leu pe belle dépoille; Et poi aprè, vo les aria tüa; Lou Menistro, vo lous aria brula.                | 40 Vous auriez tout forcé, femmes et filles; Puis vous auriez pris leurs plus belles dépouilles; Et puis après vous les auriez tuées Les Ministres vous les auriez brûlés.         |
| 41 Lou Menistro qu'étivon lou pe jouanne, Vo lous aria to ansaina ansanblio; Dedian Roma vo lous aria meina Pè lou montra à sa Satanita,                    | 41 Les Ministres qui étaient les plus jeunes, Vous les auriez enchaînés tous ensemble; À Rome vous les auriez menés, Pour les montrer à sa Satanité,                               |
| 42 È cardinau et à la cardinaille, Ès évèqué et à la cafardaille, Que lous arion écorcia to vi; Su lou sarbon i lous arion ruti.                            | 42 Aux cardinaux et à la cardinaille, Aux évêques et à la cafardaille, Qui les auraient écorchés tout vifs; Sur des charbons ils les auraient rôtis.                               |
| 43 Pè lou Seigneur, vos aria fai la feita; Vo leu aria à to copa la teita; Et poi, saria antra dan leu maison, Et de leu bin aria prai à foison.            | 43 Pour les Seigneurs, vous auriez fait la fête; Vous leur auriez à tous coupé la tête; Et puis, vous seriez entrés dans leurs maisons; Et de leur bien vous auriez pris à foison. |
| 44 Vos avia dai pè devan sen Altesse Que vo n'aria pedia ne tandresse, Que vo volia tüa gran et peti, Nos eitranglia et fare to mori.                       | 44 Vous aviez dit par devant son Altesse Que vous n'auriez ni pitié ni tendresse Que vous vouliez tuer grands et petits, Nous étrangler et nous faire tous mourir.                 |
| 45 On vo barra dé courdé apreiaye, Que saron bin tordüe et bin felaye; U bin petou, salada de Gascon: La courde u cou pè dezo le manton.                    | 45 On vous donnera des cordes apprêtées, Qui seront bien tordues et bien filées, Ou bien plutôt, salade de Gascon: La corde au cou par-dessous le menton.                          |
| 46 Tabazan vin an gran manifissance, Et i leu fi à to la reverance; I tenivé le sapé à la man: "Que venia-vo faré icè, galants ?"                           | 46 Tabazan vint en grande magnificence, Et il leur fit à tous la révérence Il tenait le chapeau à la main: "Que veniez-vous faire ici, galants ?"                                  |
| 47 "No vegnivon pè fare santa messa A San Pirou, le pe yo de la vella, A San Zarvai et poi à San Zarman; Ouai, san failli, monsu le Tabazan."               | 47 "Nous venions pour faire la sainte messe À Saint-Pierre, le plus haut de la ville, À Saint-Gervais, et puis à Saint-Germain, Oui, sans faillir, Monsieur le Tabazan."           |
| 48 "Passa devan, ze vo la derai bella, Quan vo sari u sonzon de l'eitiella ! U bin petou, y sara lou corbai. Vade-vo pas cui vos attandon lai ?"            | 48 "Passez devant, je vous la dirai belle, Quand vous serez au sommet de l'échelle ! Ou bien plutôt ce seront les corbeaux. Voyez-vous pas qu'ils vous attendent là ?"             |
| 49 An vaiquia za onna terriblia tropa! Lou vaide-vo lai qui son assanblia ora ? En vo mezan, i santeron: "Cro, cro ! Vo chouanti bin lé ravé u barbo."      | 49 En voici déjà une terrible troupe! Les voyez-vous qui sont déjà rassemblés là ? En vous mangeant, ils chanteront: "Cro, cro! Vous sentez bien les raves bouillies."             |
| 50 I desivon: "Santa Vierze Maria, Qu'y vo plaisé de no avai pedia !" Tabazan di: "La paciance me per, Moda dansi onna allemande an l'er !"                 | 50 Ils disaient: "Sainte Vierge Marie Qu'il vous plaise d'avoir pitié de nous !" Tabazan dit: "Je perds patience; Allez danser une allemande en l'air."                            |
| 51 Que dera-t-ai, voutron Duc de Savoye ? I meudera le béluar de l'Oye; Ze craye bin qu'i mourra de regret De vo vi to pandu à on gibet.                    | 51 Que dira-t-il votre duc de Savoie ? Il maudira le belluard de l'Oie; Je crois bien qu'il va mourir de regret De vous voir tous pendus à un gibet.                               |
| 52 Vos devria bin avai de la vergogne De me vegni bailli tan de besogne, Car ze m'an vai vo deiveti to nu, Et vo faré à to montra le cu."                   | 52 Vous devriez bien avoir de la vergogne De venir me donner tant de besogne, Car je m'en vais vous dévêtir tout nus, Et à tous vous faire montrer le cul."                        |
| 53 Y an avai yon qu'avai la barba rossa, Que fi quasi rire tota la tropa; I desivé qu'i ne volive pas Pè on valet, eitre tan yo monta.                      | 53 Il y en avait un qui avait barbe rousse, Qui fit presque rire toute la troupe; Il disait qu'il ne voulait pas, Par un valet être si haut monté.                                 |
| 54 Mai Tabazan, que perdive paciance, Cheuta dessu, et poi aprè l'eitranglie: "Mourta la béque, et mourta le venin ! Te ne faré zamai ne ma ne bin !"       | 54 Mais Tabazan, qui perdait patience, Sauta dessus, et puis après l'étrangle "Morte la bête et mort le venin ! Tu ne feras plus jamais ni mal ni bien !"                          |
| 55 On leu trova dé beliet dan leu fatte, Qu'is avion prai, afin qui lou sarmasse, Mai le sarmo n'étive pas preu for Pé lou povai garanti de la mor.         | 55 On leur trouva des billets dans leurs poches, Qu'ils avaient pris, afin qu'ils les charmassent; Mais le charme n'était pas assez fort Pour les pouvoir les garantir de la mort. |
| 56 Is avion vu cori dé livre bliansse, Dé petité asse bin que dé grande, Que ne fassion que torna et veri: Firon manqua le cœur à Dalbigni.                 | 56 Ils avaient vu courir des lièvres blancs, Des petits aussi bien que des grands, Qui ne faisaient que tourner et virer: Ils firent manquer le coeur à d'Albigny.                 |
| 57 I priron bin onna tala épovanta Que la Joanesse avoi tota la banda, Vattevillé, poi aprè Dandelo, Fouyivon to queman fon lou levro.                      | 57 Ils prirent bien une telle épouvante Que la Jeunesse avec toute la bande Vatteville, puis après d'Andelot, S'enfuyaient tous comme font les levrauts.                           |
| 58 Sen Altessé asse bin s'anfouyive Et coudavé qu'aprè lui on corrive, Don il était queman désespéra, Ne sassan plié de quin couté alla.                    | 58 Son Altesse, aussi bien, s'enfuyait Et croyait qu'après lui on courait, Ce dont il était comme désespéré, Ne sachant plus de quel côté aller.                                   |
| 59 I desivé: "La poura matenaye ! Ma noblessé sara désonoraye D'eitre passa pè la man dé cortio, Ancora pi, pé cela du borrio.                              | 59 Et il disait: "La pauvre matinée ! Ma noblesse sera déshonorée D'étre passée par la main des courtauds, Encore pis, par celle du bourreau.                                      |
| 60 Que dera-t-ai, celi gran rai de France, Lou Hollandai et le prince d'Orange ! Que deront-ai ancora luos Angloi ! I se riron du gran Duc de Savoi !       | 60 Que dira-t-il, ce grand roi de France, Les Hollandais et le prince d'Orange ! Que diront-ils encore les Anglais ! Ils se riront du grand duc de Savoie !                        |
| 61 Ze sai surprai d'onna granda tristesse D'avai perdu la flieur de ma noblesse. Le cœur me fau, vegni me secori, Aporta-mé on pou de rossoli.              | 61 Je suis pris d'une grande tristesse D'avoir perdu la fleur de ma noblesse. Le coeur me manque, venez me secourir, Apportez-moi un peu de rossolis.                              |
| 62 M'enfrémerai to solet dan ma sambra: La vergogné n'an sara pas se granda; Ze frémerai la pourta du sâté, Qu'on ne verra zin de zeur à travé.             | 62 Je m'enfermerai tout seul dans ma chambre: La vergogne n'en sera pas si grande; Je fermerai la porte du château, Qu'on ne verra point de jour à travers.                        |
| 63 Iqué dedian, ze farai pénitance: De tranta zeur ne mézerai pedance, Segno qu'y sai dé ravé u barbo, Trémé de tiu avoi dés escargo."                      | 63 Ici dedans, je ferai pénitence: De trente jours ne mangerai pitance Sinon des raves bouillies, Trognons de choux avec des escargots."                                           |
| 64 Soissante-cha teite is on lassia Que le borrio a copa et transsia, Pè lé bouta su dou u trai tiévron, Pè lé montra à celeu que veudron.                  | 64 Soixante-sept têtes ils ont laissées, Que le bourreau a coupées et tranchées Pour les mettre sur deux ou trois chevrons, Pour les montrer à ceux qui voudront.                  |
| 65 On vo dera que tota la preitraille, Prè de Tonon, u covan de Ripaille, Y firon lai leu conspiracion, Mai le bon Di ronpi leu trahison.                   | 65 On vous dira que toute la prêtraille, Près de Thonon, au couvent de Ripaille, Firent là leur conspiration, Mais le Bon Dieu rompit leur trahison.                               |
| 66 Il a fai vi qu'avoi on pou de paille I povivé ranvarsa la canaille Que vegnivé profana son Sain Non, Et se moqua de la religion.                         | 66 Il a fait voir qu'avec un peu de paille, Il pouvait renverser la canaille Qui venait profaner son Saint Nom, Et se moquer de la Religion.                                       |
| 67 Pè sous anfan il a de la tandresse, A bin volu se bouta à la brèche Et ranversa lous ennemi mordan Que vegnivon fare lous arrogan.                       | 67 Pour ses enfants il a de la tendresse, À bien voulu se mettre à la brèche, Et renverser les ennemis mordants, Qui venaient faire les arrogants.                                 |
| 68 Dedian sa man il y tin la victoire, A lui solet en démure la gloire. A to zamai son Sain Non sai begni ! Amen, amen, ainsi, ainsi soit-y !               | 68 Dedans sa main il tient la victoire, À lui seul en demeure la gloire. À tout jamais son Saint Nom soit béni, Amen, amen, ainsi, ainsi soit-il !                                 |

## Genevois, ye pre santa
En réponse au Cé qu'è lainô et à la commémoration de l'Escalade, il existe une chanson savoyarde opposée intitulée Genevois, ye pre santa. Cette chanson est également chantée en patois et a un message pacifiste, appelant à la réconciliation et à l'unité entre Genevois et Savoyards. Le texte invite les Genevois à oublier l'Escalade et à abolir la fête qui la commémore. L'auteur de la chanson affirme que les Genevois et les Savoyards « sont un seul et même peuple » et insiste sur l'idée que Genève a besoin de la Savoie pour sa subsistance, notamment pour son « pain et son vin ».
Le message de Genevois, ye pre santa se veut conciliant et anti-conflit, appelant les deux peuples à mettre de côté leurs différends et à se souvenir de moments de convivialité partagée : « ne nous chicanons plus, souvenons-nous que nous avons bu ensemble ». Ainsi, cette chanson met en avant l'idée d'une fraternité historique et d'une coopération mutuelle entre les deux régions.